# Petit-duc de Marshall
Megascops marshalli
Espèce
Synonymes
- Otus marshalli Weske & Terborgh, 1981
(protonyme)

Statut de conservation UICN

 NT  : Quasi menacé
Statut CITES
Le Petit-duc de Marshall (Megascops marshalli) est une espèce d'oiseaux de la famille des Strigidae.

## Répartition
Cette espèce vit en Bolivie et au Pérou.